# Исламабад-Новый (аэропорт)
Исламабад-Новый (англ. New Islamabad International Airport) — строящийся аэропорт в столице Пакистана Исламабаде. После введения в эксплуатацию планируется, что он заменит аэропорт имени Беназир Бхутто.
В 2006 году Управление гражданской авиации Пакистана приобрело около 1300 акров земли для нового аэропорта. Ожидается, что строительство аэропорта будет закончено в июне 2014 года.
Новый международный аэропорт в Исламабаде вероятнее всего будет называться Гандхара, в честь одной из древнейших цивилизаций в регионе. Название для аэропорта было предложено ввиду исторических и культурных особенностей района, где он будет находиться.